# Planul evadării (Prison Break)
Planul evadării din Închisoarea Fox River constituie intriga principală a primului sezon din serialul tv american Prison Break.
Michael Scofield, unul din protagoniștii serialului, a conceput un plan complex de evadare pentru a-l salva de la pedeapsa capitală pe fratele său, Lincoln Burrows, victimă a unei conspirații.